# Masacre de Jonesboro
El 24 de marzo de 1998, ocurrió un tiroteo escolar en la Westside Middle School en el condado no incorporado de Craighead, Arkansas, cerca de la ciudad de Jonesboro. Los perpetradores Mitchell Johnson, de 13 años, y Andrew Golden, de 11, dispararon fatalmente a cuatro estudiantes y un maestro con múltiples armas, y ambos fueron arrestados cuando intentaban huir de la escena. Otros diez resultaron heridos. Golden y Johnson fueron condenados por cinco asesinatos y diez agresiones, y fueron encarcelados hasta que cada uno cumplió 21 años. Después del Tiroteo en la escuela secundaria Lindhurst de 1992 que mató a cuatro personas en Olivehurst, California, la masacre fue el tiroteo más mortífero en una escuela no universitaria en la historia contemporánea de Estados Unidos hasta la masacre en la escuela secundaria de Columbine.

## Tiroteo
La noche antes del tiroteo, Golden ayudó a Johnson a cargar la Dodge Caravan de su madre con suministros para acampar, refrigerios, nueve armas (rifle Remington 742 .30-06, réplica de carabina Universal .30 M1, rifle Ruger .44 Magnum, revólver Smith & Wesson .38 Special, Double Deuce Buddie calibre .22 derringer de dos tiros, pistola FIE .380, pistola Star .380, revólver Ruger Security Six .357, derringer de dos tiros Davis Industries .38 y un revólver Charter Arms .38 Special) todo lo cual había sido robado de la casa del abuelo de Golden, y 2.000 cartuchos de munición.
A la mañana siguiente, los chicos se dirigieron en la furgoneta a la Westside Middle School, a la que llegaron tarde tras perder deliberadamente el autobús. Golden activó la alarma de incendios poco después de las 12:30, al comienzo de la quinta hora, mientras Johnson se llevaba las armas al bosque, fuera de la escuela. Golden volvió corriendo al bosque donde Johnson había llevado las armas. Cuando los niños y los profesores salieron de la escuela, los dos chicos abrieron fuego, Las autoridades declararon que el tiroteo comenzó a las 12:41 p. m.. Durante el incidente, muchos se confundieron al principio con informes de gritos de "Es todo falso", mientras los amigos de los heridos intentaban evacuar a sus amigos y la profesora Shannon Wright utilizaba su cuerpo para proteger a un alumno herido. otra profesora había estado comprobando los alumnos de su lista de clase, cuando oyó unos estallidos, "como petardos", y pensó que era un intento desacertado de asustar a los niños, para hacerles tomar en serio el simulacro. Un estudiante informó de que, al principio, algunos descartaron los ruidos, ya que los obreros de la construcción habían estado trabajando en el nuevo edificio de quinto curso cercano.
Los alumnos que habían sido evacuados inicialmente para el simulacro fueron conducidos de nuevo al gimnasio de la escuela, donde los estudiantes podían oír el rebote de las balas en los ladrillos y paredes exteriores. Algunas víctimas fueron llevadas de vuelta al interior por alumnos y profesores ilesos, después de que un profesor abriera las puertas desde dentro, ya que se habían cerrado automáticamente debido a la alarma de incendios. Un estudiante que había buscado refugio en la escuela dijo a un profesor que estaba con ellos que creían que el tirador era Mitchell Johnson, ya que éste les había dicho que no acudieran a la escuela ese día.
Mataron a cuatro alumnos y a un profesor e hirieron a nueve alumnos y a un profesor. Los cinco asesinados eran: Shannon Wright, 32 años (profesora); Stephanie Johnson, 12 años (sin relación con Mitchell Johnson); Natalie Brooks, 11 años; Paige Ann Herring, 12 años; y Brittney Varner, 11 años. Los diez heridos sobrevivieron a sus heridas y entre los alumnos heridos se encontraba Tristan McGowan, primo de Golden. Golden y Johnson intentaron volver corriendo a la furgoneta y escapar, pero más tarde fueron capturados por la policía. Fueron detenidos unos 10 minutos después de que comenzara el tiroteo, según un teniente del Departamento de Policía de Jonesboro. Evidentemente, los chicos planeaban huir, ya que llevaban comida, sacos de dormir y equipo de supervivencia en la furgoneta.

## Secuelas
El incidente fue el tercer tiroteo múltiple mortal en una escuela estadounidense desde octubre de 1997, tras los de Pearl High y Heath High School. El entonces Presidente Bill Clinton ordenó a la Fiscal General Janet Reno que organizara a expertos en violencia escolar para analizar los incidentes recientes, determinar qué podían tener en común y qué medidas podían tomarse para reducir la posibilidad de un incidente similar.

### Memoriales
Se ataron lazos blancos en los troncos de los árboles y se dejaron otros objetos en memoria de las víctimas. En el exterior de la escuela se instaló un banco conmemorativo en el que está grabada la fecha de la masacre. Un reloj de sol conmemorativo, instalado en un parque detrás de la escuela, lleva grabados los nombres de las víctimas. La zona del parque se diseñó como un parque conmemorativo basado en el número cinco para recordar a las cinco víctimas mortales, con cinco árboles, cinco mesas de pícnic y cinco peldaños, junto con el reloj de sol.

### Juicio
Durante el juicio, Johnson agachó la cabeza y leyó una carta de disculpa que había escrito a las familias de las víctimas. Dijo que no había atacado a nadie.
Mientras estaba detenido a la espera de juicio, Johnson escribió una carta que decía: "Hola. Me llamo Mitchell. Mis pensamientos y oraciones están con las personas que fueron asesinadas, o tiroteadas, y con sus familias. Estoy muy triste por dentro. Mis pensamientos y oraciones están con los niños con los que voy a la escuela. Quiero que la gente conozca al verdadero Mitchell algún día. Atentamente, Mitchell Johnson".
Debido a su edad, fueron juzgados como menores y declarados culpables de cinco cargos de asesinato. Tras ser condenados, Johnson y Golden fueron trasladados en helicóptero de la Guardia Nacional a Alexander, Arkansas, para ser internados en el Centro de Evaluación y Tratamiento de Menores de Arkansas (AJATC), el centro de menores de la División de Servicios para Jóvenes del Departamento de Servicios Humanos de Arkansas y el centro de menores más seguro del estado.

### Prisión
Los dos jóvenes se encontraban entre las personas más jóvenes acusadas de asesinato en Estados Unidos. El fiscal de Jonesboro declaró posteriormente que, de no ser por sus edades, habría solicitado la pena de muerte. En agosto de 1998, ambos chicos fueron condenados a reclusión hasta que cumplieran 21 años, que era la pena máxima que permitía la ley de Arkansas. Habrían cumplido hasta los 18 años si las autoridades federales no hubieran añadido la reclusión adicional por los cargos de posesión de armas. El juez Ralph Wilson comentó que "el castigo no se ajusta al delito". El caso provocó un amplio clamor público en favor del endurecimiento de las penas impuestas a delincuentes juveniles. Johnson salió de la Institución Correccional Federal de Memphis el día de su 21 cumpleaños, el 11 de agosto de 2005, tras pasar siete años en prisión. Golden salió de la Institución Correccional Federal de Memphis el 25 de mayo de 2007, fecha en la que también cumplía 21 años, tras pasar nueve en prisión.

### Demanda
En 2017, las familias de las víctimas recibieron $ 150 millones después de presentar una demanda contra Johnson y Golden en busca de daños y perjuicios y para evitar que los dos se beneficiaran del tiroteo.

## Perpetradores
Johnson y Golden estudiaban en la Westside Middle School. Viajaban juntos en autobús, pero no eran amigos íntimos. Juntos, eran conocidos por intimidar a otros estudiantes, y la gente recordaba a Johnson hablando de querer pertenecer a los Bloods y fumar marihuana. La parada de camiones Texaco era un lugar popular entre los jóvenes de Jonesboro, y los adolescentes recuerdan que Johnson afirmaba pertenecer a bandas callejeras. También hablaba de "tener mucho que matar" y sus compañeros de clase también comentaron que sentía fascinación por las armas de fuego. En particular, había amenazado con matar a Candace Porter, alumna de sexto curso, su antigua novia, que puso fin a su relación.
Golden cursaba sexto curso en la escuela, donde sus compañeros decían que mostraba un comportamiento problemático. A menudo se liaba a puñetazos con otros alumnos y utilizaba lenguaje soez. Una compañera le acusó de matar a su gato con una pistola de aire comprimido.
Tres meses antes del incidente, un alumno informó a un consejero escolar de que Golden había manifestado su intención de disparar a algunas personas en la escuela. Cuando Golden fue llamado por el consejero, declaró que había tenido una pesadilla en la que seguía el plan y luego era asesinado, lo que le asustó y le hizo desistir de él. El día antes de la masacre, Johnson dijo a sus amigos que tenía "mucho que matar" y les sugirió que al día siguiente sabrían si estaban destinados a vivir o a morir.

### Mitchell Johnson
Mitchell Johnson nació el 11 de agosto de 1984 en Rochester, Minnesota, hijo de Gretchen y Scott Johnson. Cuando Mitchell tenía siete años, sus padres se divorciaron y él y su hermano se mudaron con su madre a Jonesboro, Arkansas. Su madre pronto se volvió a casar con Terry Woodward, un preso de la cárcel donde trabajaba como funcionaria correccional. Johnson mantenía una buena relación con su padrastro y su hermano, y los adultos que le recordaban le describían como una persona tranquila y respetuosa. Fue miembro del coro de jóvenes de la Central Baptist Church, y más tarde se unió al grupo de jóvenes de la Revival Tabernacle Church, en Jonesboro.
Tras el tiroteo, el abogado de Johnson afirmó que había sufrido abusos sexuales cuando tenía 6 y 7 años por parte de un "familiar de la guardería en la que estaba ingresado". Un año antes del tiroteo, Mitchell, que entonces tenía 12 años, fue acusado de abusar de una niña de 3 años mientras visitaba el sur de Minnesota con su familia. Sin embargo, el expediente del caso fue eliminado debido a la edad de Mitchell.

### Problemas legales posteriores de Johnson
El 1 de enero de 2007, Johnson fue detenido por la ATF tras un control de tráfico en Fayetteville, Arkansas, acusado de un delito menor de porte de arma, una pistola de 9 mm cargada, y posesión de 21,2 g de marihuana. Aunque la furgoneta en la que viajaba Johnson estaba registrada a su nombre, el conductor era Justin Trammell, de 22 años. Al parecer, Trammell y Johnson se conocieron en el correccional Alexander Youth Services de Alexander (Arkansas), donde Trammell estaba encarcelado tras declararse culpable del asesinato de su padre con una ballesta en 1999, delito cometido cuando Trammell tenía 15 años. Los dos eran compañeros de piso y facilitaron a los agentes la misma dirección de Fayetteville. Trammell fue citado por conducción temeraria y puesto en libertad. Johnson fue detenido por posesión de marihuana y de un arma cargada y posteriormente puesto en libertad bajo fianza de 1.000 dólares. Compareció ante el tribunal el 26 de enero de 2007, en el juzgado del condado de Washington, Arkansas.
Johnson fue acusado por un gran jurado federal el 24 de octubre de 2007 de posesión de un arma de fuego mientras consumía o era adicto a una sustancia controlada. La Fiscalía del Distrito Oeste de Arkansas informó de que Johnson se declaró inocente y quedó en libertad bajo fianza de 5.000 dólares. El juicio de Johnson comenzó el 28 de enero de 2008. Tras dos días de declaraciones de la fiscalía y los testigos de la defensa, Johnson fue declarado culpable del cargo de posesión de un arma siendo consumidor de drogas. En febrero de 2008, pocos días después de su condena, Johnson fue detenido de nuevo por posesión de marihuana en la tienda en la que trabajaba y bajo sospecha de haber utilizado una tarjeta de crédito robada.
En septiembre de 2008, el juez de distrito estadounidense Jimm Larry Hendren condenó a Johnson a cuatro años de prisión por los cargos de posesión de armas y drogas. Durante la sentencia, el juez expresó su consternación por el hecho de que Johnson no hubiera aprovechado la oportunidad que tenía de reformarse. Le dijo: "Sea cual sea tu condena, sigues teniendo una vida; los asesinados en 1998, no". El 7 de octubre de 2008, Johnson se declaró culpable de un delito grave de robo y de un delito menor de posesión de marihuana. Johnson admitió que había robado una tarjeta de débito que le había dejado un hombre discapacitado en la gasolinera de Bentonville donde trabajaba y que posteriormente la había utilizado para comprar una comida en un Burger King local. También admitió que, en el momento de su detención, estaba en posesión de marihuana. El 14 de noviembre de 2008, Johnson, que entonces tenía 24 años, fue condenado a 12 años de prisión por el cargo de robo y el delito menor de posesión. Aunque Johnson podría haberse enfrentado hasta a 30 años, la condena de 12 años se dictó porque Johnson técnicamente no tenía antecedentes penales por el tiroteo de Jonesboro.
El 23 de enero de 2009, Johnson fue condenado a seis años más de prisión por un nuevo cargo de robo por receptación y fraude de identidad financiera por utilizar la tarjeta robada para comprar una comida en un Burger King local. El juez de circuito William Storey dijo a Johnson: "Sigue infringiendo la ley. Espero que ésta sea la última vez". Con ello, las condenas estatales combinadas de Johnson ascendían a 18 años. En febrero de 2010, el Tribunal Supremo de Arkansas concedió a Johnson permiso para apelar su sentencia diciendo que el juez de primera instancia no debería haber admitido pruebas de las condenas de menores durante la fase de sentencia del juicio por robo y posesión.  Johnson tendrá que cumplir su condena federal de cuatro años tras cumplir su condena estatal de 18. Podría haber permanecido encarcelado hasta los cuarenta años, pero pudo optar a la libertad condicional de su condena de Arkansas en 2011, tras lo cual cumplió la condena federal de cuatro años. En febrero de 2016, ABC News informó en línea de que Johnson fue puesto en libertad en julio de 2015 bajo la custodia de la Oficina de Libertad Condicional de Estados Unidos para el Distrito Sur de Texas e ingresó en un programa de rehabilitación de drogodependientes.

### Andrew Golden
Andrew Douglas Golden nació el 25 de mayo de 1986 en Jonesboro, Arkansas, hijo de Jacqueline y Dennis Golden; y falleció el 27 de julio de 2019 cerca de Cave City, Arkansas. Según cuentan, provenía de un hogar estable, tenía una buena relación con sus dos padres y visitaba regularmente a sus abuelos y bisabuela. Sus padres trabajaban como empleados de correos, y su abuelo paterno, Douglas Golden, era funcionario de conservación de la fauna salvaje en Jonesboro. 
Tras salir de prisión el 25 de mayo de 2007, Golden estuvo en paradero desconocido hasta que solicitó un permiso para portar armas ocultas en Arkansas el 7 de octubre de 2008, con el nombre que utilizó hasta su muerte, Drew Douglas Grant. Su solicitud fue denegada por la Policía Estatal de Arkansas, que señaló que había mentido en la solicitud sobre sus anteriores residencias y declaró ilegal que Golden poseyera o tuviera un arma de fuego. Hasta ese momento se desconocía el nombre falso que Golden utilizaba debido a una orden de silencio, pero la policía pudo relacionar a Andrew Golden con Grant a través de los registros de huellas dactilares durante la comprobación de antecedentes para la obtención del permiso. En aquel momento vivía en Cape Girardeau (Misuri) y asistía al Batesville Community College.
Golden completó su declaración en la causa civil el 6 de mayo de 2008. En 2017, se decía que Golden vivía a las afueras de Cape Girardeau (Misuri), mientras que Johnson residía en Houston Texas. El gobierno no reveló su paradero exacto por motivos legales.

### Muerte de Golden
Andrew Douglas Golden murió el 27 de julio de 2019 después de que un Chevrolet Tahoe de 2013 se saliera de su carril, chocando de frente contra el Honda CRV de 2017 de Golden en la ruta estadounidense 167 en el condado de Independence, Arkansas, cerca de Cave City, Arkansas, a unas 65 millas (105 km) al oeste de Jonesboro y 100 millas (160 km) al norte de Little Rock. El conductor del Chevrolet, identificado como Daniel Petty, de 59 años y residente en Essex (Misuri), también falleció en el accidente, según un resumen preliminar del siniestro elaborado por la Policía Estatal de Arkansas. Otras tres personas, entre ellas la esposa de Golden, otro adulto y el hijo de Golden, resultaron heridas y fueron trasladadas a hospitales de Little Rock y Batesville. En el momento de su muerte, Golden vivía en Jackson, Misuri.

### En la cultura pop
El tiroteo afectó el desarrollo del juego de Nintendo 64 South Park.